# مدل مرجع سرویس دهکده جهانی
مدل مرجع سرویس دهکده جهانی یکی از مدل‌های تجارت الکترونیک است که در سال ۱۳۸۸ (۲۰۰۹ میلادی) توسط هاشمی پیشنهاد شده‌است.

## پیشینه
استفاده از اینترنت به عنوان مهم‌ترین بستر ارتباطی در تجارت الکترونیک همزمان با رشد روزافزون شبکه جهانی باعث پیدایش مدل‌های گوناگونی در این تجارت گردیده است. این مدل‌ها حاصل تعامل سه گروه اصلی از افراد یک جامعه، از دیدگاه اقتصادی، هستند که عبارتند از دولت یا سازمان‌های وابسته، سازمان‌های تجاری و اقتصادی، تولیدکنندگان کالا و ارائه‌کنندگان خدمات و در نهایت مردم عادی که خریداران نهایی کالا یا خدمات هستند. مدل‌های مختلف تجارت الکترونیک از تعامل دوبه‌دوی این سه گروه اصلی حاصل می‌شوند. با توجه به تعریف سرویس، نیاز به یک بستر و معماری انتزاعی و مرجع برای تحقق همهٔ این موارد داریم. این معماری مرجع مبتنی بر مدل‌های سرویس قبلی و معماری سرویس گرا است. معماری سرویس گرا مجموعه‌ای از سرویس‌ها با اتصالات آزادانه و قابل تغییر است به گونه‌ای که یک سرویس به عنوان تابعی جامع، در مقابل حالت و وضعیت دیگر سرویس‌ها ایمن باشد.
با توجه به توضیحات فوق، ارائه ساختار فرآیندهای کسب و کار الکترونیکی و تحقق آن‌ها به صورت سرویس‌های دهکدهٔ جهانی به یک معماری انتزاعی در قالب مدل مرجع نیاز دارد. سه لایهٔ زیرساخت سرویس‌های دهکدهٔ جهانی، تدارک سرویس‌های دهکدهٔ جهانی و مصرف سرویس‌های دهکدهٔ جهانی اجزاء اصلی GVSRM را تشکیل می‌دهند.

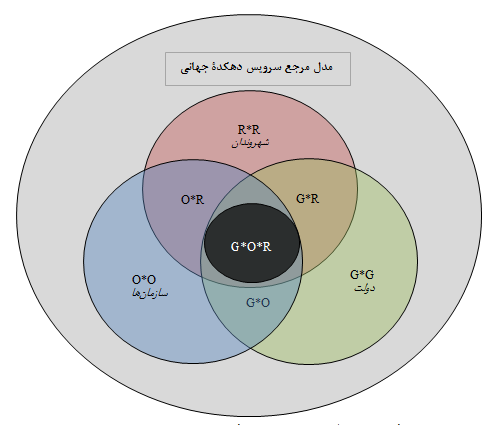
نمودار مدل مرجع سرویس دهکده جهانی

## ساختار
سه لایهٔ معماری GVSRM متشکل از زیرساخت برای سرویس، تدارک سرویس و استفاده از سرویس دهکدهٔ جهانی می‌توانند از طریق یک پروژهٔ BPR تحقق یابند. ارتباط هر لایه از این مدل مرجع با سرویس دهکدهٔ جهانی به صورت زیر قابل تعریف است:
- لایه زیرساخت برای سرویس: نیاز به شبکه‌هایی با ارتباط محکم و قوی برای جهانی سازی سرویس‌های نرم‌افزاری دارد. در واقع زیرساخت وب به صورت شبکه‌ای از گره‌های مستقل به عنوان زیرساخت لازم برای سرویس دهکدهٔ جهانی عمل می‌کند؛ و از نظر توزیع جغرافیایی می‌تواند به شکل ملی، بین‌المللی و بین سازمانی یا منطقه‌ای باشد.
- لایه تدارک سرویس: به منظور آماده‌سازی سرویس دهکدهٔ جهانی نیاز به نرم‌افزارهایی از نوع X2Y داریم که حالت فعلی را به یک حالت بهتر نگاشت کنند. این بخش مرتبط با ذی نفعان و حیطه کسب و کار است.
- لایه استفاده از سرویس: از آنجایی که مدل مرجع دهکدهٔ جهانی یک مدل مشتری محور است، اینترنت می‌تواند به‌عنوان وسیله تحقق یک سرویس عمل کند. وب باعث کاهش هزینه‌ها می‌شود و فواصل جغرافیایی را از بین می‌برد (مفهوم دهکده جهانی). باید توجه داشت که نقش سیاست و تصمیم کشورها در اینجا بسیار تأثیرگذار است و نقطه شروع کار را دستخوش تغییر می‌کند.[۶]